# 大石清
大石 清（おおいし きよし、1940年4月3日 - 2023年11月28日）は、静岡県清水市出身のプロ野球選手（投手）・コーチ、解説者・評論家。
「剃刀」と喩えられたストレートとスライダーを武器に、「カープ史上最速のピッチャー」と評された。

## 経歴
清水商業高校では3年次の1958年に春季中部大会1回戦で岐阜商に逆転負け。夏も県予選で敗れ甲子園には届かなかった。卒業後、清水商野球部後援会と立教大学校友会静岡支部の推薦で立大進学が決まっていたが、家庭の事情でプロ入りが決まる。
1959年に広島カープへ入団。同期には後に阪急ブレーブスでもコーチとして同僚となる上田利治らがいた。選手の給料もままならない弱小・広島において、1年目から39試合に登板して9勝を挙げ主戦投手となる。2年目の1960年にスライダーを覚えてリーグ2位の26勝をあげ、衰えの見えた長谷川良平に替わりエースにのし上がる。1961年27勝、1962年20勝と3年連続20勝を打ち立て、さらに3年連続で200奪三振を記録する一方で、100を越える四死球を与え3年連続最多与四死球も記録している。なおこの間、1960年と1962年にオールスターゲームに出場。1963年に10勝を挙げたが22敗を記録してセ・リーグでは秋山登以来となる連続リーグ最多敗戦投手になる等やや落ち込むが、1964年は17勝、防御率2.92（10位）と復活し、3度目のオールスターに選ばれている。その後は右肘を痛めて勝ち星を伸ばせず、1965年以降はわずか4勝に終わる。
1966年オフに大洋ホエールズから大石獲得の申し出があり、広島側は交換相手として長田幸雄を要求するものの決裂。大石の低迷により投手補強を目論んでいた広島は阪急ブレーブスの大石弥太郎に目を付け、"大石清⇔大石弥太郎" の「大石交換」が成立した。1967年頃の阪急投手陣には足立光宏、米田哲也、梶本隆夫ら10年選手が先発陣に腰をすえていたこともあり、大石はリリーフに転向して復活する。この年、42試合に救援登板し、5勝、防御率2.59を記録、移籍1年目ながらチーム創設32年目の初優勝に貢献。同年の巨人との日本シリーズでは3試合に登板。その後、阪急は3年連続優勝を遂げ黄金時代を迎えるが、大石も毎年40試合以上に救援登板して、交代完了数も20試合前後に及び、1968年には4年ぶりに10勝を挙げている。同年の巨人との日本シリーズでは4試合に登板、最終第6戦では7回から米田哲也をリリーフするが、2死をとるものの1安打1死球で降板。交代した梶本隆夫が王貞治に3点本塁打を喫し敗戦投手となった。1969年も6勝を挙げリーグ3連覇に貢献し、同年の巨人との日本シリーズでも3試合に登板。0勝に終わった1970年限りで現役を引退。
引退後は指導者としての素質が開花し、阪急（1971年スカウト→1972年 - 1973年二軍投手コーチ→1974年一軍投手コーチ）、近鉄（1975年 - 1976年, 1999年一軍投手コーチ）、古巣・広島（1977年一軍投手コーチ→1978年 - 1981年二軍投手コーチ）、日本ハム（1985年 - 1987年, 1995年 - 1997年一軍投手コーチ）、阪神（1988年 - 1989年, 1993年 - 1994年二軍投手コーチ、1990年 - 1992年一軍投手コーチ）と30年間で5球団を渡り歩く。
阪急スカウト時代にはまだ優勝は決まっていない中、先に優勝を決めていた巨人の調査を始めた。根来広光コーチと共に広島-巨人戦（広島市民）を視察し、試合にはビデオを持ち込み、三塁コーチの牧野茂を中心に撮影していた。広島コーチ時代には川口和久・金石昭人を送り出し、望月卓也には巨人のエース・小林繁のフォームを参考にして右足と左足が交差する瞬間に投球モーションを停止させることで相手打者のタイミングを外しにかかり、しなやかな上体と長いリーチをフルに生かした変則フォームへ改造させた。阪神コーチ時代には湯舟敏郎・中込伸・猪俣隆・葛西稔・野田浩司・仲田幸司・田村勤・弓長起浩を育て、球界屈指の投手王国を作り上げた。野田は「厳しい指導で仲たがいもあったが感謝したい。」と述べている。1990年、1991年と順位は2年連続最下位、チーム防御率も2年連続でリーグワーストを記録、この投手陣を再建すべく、投手コーチの大石が各投手の心技体を向上させていく一方、バッテリーコーチは近鉄コーチ時代選手だった有田修三が作戦面を担当、前年12月に甲子園球場のラッキーゾーンが撤去される。大石と有田によって潜在能力が引き出され1992年の阪神のチーム防御率は2.90でリーグ1位。1992年、田村が故障して以降、抑えが固定せず、実績ある中西清起が代役を務めたほか、先発の仲田も兼務していたが監督の中村勝広は「今いちばん安定している」と、湯舟にも兼務させようとした。湯舟の抑えついては大石は有田と共に中村に「抑えで使わんで」と伝えていたが、勝てば有利となる10月7日のヤクルト戦、一死一、三塁とすると中村が動き、湯舟をマウンドに送った。満塁になった時、中村が「ちょっとマウンドに行って来てよ」と大石に言った。湯舟のリリーフに反対の大石は「あんたが行けよ」と返した。両者の間に深い溝ができ、オフに大石は二軍に配置転換。その試合、湯舟に代わった中西が打たれてサヨナラ負け。日本ハムコーチ時代には岩本勉のイップス克服に大きな影響を与え、今関勝・島崎毅・関根裕之・高橋憲幸を育てた一方で、武田一浩と対立して二軍へ追っ払ったあげく、武田の昇格要請をことごとく拒否したこともあった。近鉄時代にも佐野慈紀とソリが合わず、一軍投手陣も火の車でチームも最下位であったため、2年契約であったものの1年で退団。退団会見の際に発した発言「自分が退団して一番喜んでるのは佐野だろう」について、佐野自身が後年語っている。阪急・広島で2度優勝を経験し、広島コーチ時代の1979年・1980年には日本一も経験。リーグ優勝ではないものの、近鉄コーチ時代の1975年にはパ・リーグ後期優勝にも関わる。
コーチ業の間を縫う形でTBS・中国放送解説者（1982年 - 1984年）、スポーツニッポン評論家（1982年 - 1984年, 1998年）も務めた。
2023年11月28日に心不全のため死去した。83歳没。

## 人物
気が強く度胸が座っていたことで知られる。プロデビューとなった1959年の南海とのオープン戦、打者杉山光平の胸元近くへいきなり剛速球を投げ込み、のけぞらせる。怒った杉山はマウンドの大石を睨み付け、バットを投げつけた。ところが大石はそれを拾うと、南海ベンチに逆に投げ返したのである。この態度・度胸に南海の鶴岡一人監督は大いに感心したという。

## 詳細情報

### 年度別投手成績
| 年 度      | 球 団      | 登 板 | 先 発 | 完 投 | 完 封 | 無 四 球 | 勝 利 | 敗 戦 | セ 丨 ブ | ホ 丨 ル ド | 勝 率 | 打 者 | 投 球 回 | 被 安 打 | 被 本 塁 打 | 与 四 球 | 敬 遠 | 与 死 球 | 奪 三 振 | 暴 投 | ボ 丨 ク | 失 点 | 自 責 点 | 防 御 率 | W H I P |
| ---------- | ---------- | ----- | ----- | ----- | ----- | -------- | ----- | ----- | -------- | ----------- | ----- | ----- | -------- | -------- | ----------- | -------- | ----- | -------- | -------- | ----- | -------- | ----- | -------- | -------- | ------- |
| 1959       | 広島       | 39    | 21    | 4     | 0     | 1        | 9     | 10    | --       | --          | .474  | 710   | 173.0    | 146      | 14          | 55       | 7     | 7        | 183      | 1     | 2        | 70    | 63       | 3.28     | 1.16    |
| 1960       | 広島       | 60    | 39    | 16    | 3     | 2        | 26    | 13    | --       | --          | .667  | 1380  | 341.0    | 265      | 18          | 107      | 19    | 11       | 215      | 2     | 1        | 108   | 97       | 2.56     | 1.09    |
| 1961       | 広島       | 59    | 36    | 21    | 1     | 3        | 27    | 18    | --       | --          | .600  | 1370  | 346.1    | 271      | 25          | 100      | 7     | 5        | 243      | 2     | 0        | 113   | 94       | 2.44     | 1.07    |
| 1962       | 広島       | 58    | 37    | 21    | 3     | 2        | 20    | 18    | --       | --          | .526  | 1343  | 331.1    | 265      | 30          | 100      | 7     | 13       | 209      | 3     | 0        | 104   | 99       | 2.68     | 1.10    |
| 1963       | 広島       | 48    | 30    | 8     | 1     | 0        | 10    | 22    | --       | --          | .313  | 944   | 218.1    | 221      | 35          | 75       | 10    | 7        | 115      | 1     | 1        | 114   | 101      | 4.15     | 1.36    |
| 1964       | 広島       | 51    | 30    | 15    | 3     | 2        | 17    | 15    | --       | --          | .531  | 1059  | 261.2    | 221      | 25          | 74       | 8     | 8        | 143      | 0     | 0        | 93    | 85       | 2.92     | 1.13    |
| 1965       | 広島       | 21    | 14    | 1     | 1     | 0        | 2     | 8     | --       | --          | .200  | 340   | 81.2     | 82       | 11          | 22       | 1     | 2        | 40       | 0     | 0        | 36    | 32       | 3.51     | 1.27    |
| 1966       | 広島       | 34    | 13    | 2     | 1     | 1        | 2     | 7     | --       | --          | .222  | 440   | 104.2    | 104      | 10          | 31       | 1     | 3        | 45       | 3     | 0        | 59    | 50       | 4.29     | 1.29    |
| 1967       | 阪急       | 47    | 5     | 0     | 0     | 0        | 5     | 8     | --       | --          | .385  | 448   | 111.1    | 87       | 12          | 41       | 5     | 4        | 77       | 1     | 0        | 35    | 32       | 2.59     | 1.15    |
| 1968       | 阪急       | 48    | 1     | 0     | 0     | 0        | 10    | 3     | --       | --          | .769  | 412   | 100.0    | 87       | 11          | 35       | 4     | 4        | 71       | 0     | 0        | 33    | 30       | 2.70     | 1.22    |
| 1969       | 阪急       | 43    | 0     | 0     | 0     | 0        | 6     | 4     | --       | --          | .600  | 320   | 79.1     | 63       | 14          | 26       | 5     | 3        | 37       | 0     | 0        | 32    | 28       | 3.19     | 1.12    |
| 1970       | 阪急       | 8     | 0     | 0     | 0     | 0        | 0     | 0     | --       | --          | ----  | 48    | 8.2      | 18       | 1           | 4        | 0     | 0        | 3        | 0     | 0        | 8     | 8        | 8.00     | 2.54    |
| 通算：12年 | 通算：12年 | 516   | 226   | 88    | 13    | 11       | 134   | 126   | --       | --          | .515  | 8814  | 2157.1   | 1830     | 206         | 670      | 74    | 67       | 1381     | 13    | 4        | 805   | 719      | 3.00     | 1.16    |

- 各年度の太字はリーグ最高

### 記録
- オールスターゲーム出場：3回 （1960年、1962年、1964年）

### 背番号
- 39 （1959年）
- 22 （1960年 - 1966年、1968年 - 1970年）
- 12 （1967年）
- 73 （1972年 - 1974年）
- 63 （1975年 - 1981年、1985年 - 1987年）
- 88 （1988年 - 1994年）
- 81 （1995年 - 1997年）
- 71 （1999年）

## 関連情報

### 解説者時代に出演していた番組
- 侍プロ野球
- RCCカープナイター